# Nephodia estriada
Nephodia estriada är en fjärilsart som beskrevs av Paul Dognin 1900. Nephodia estriada ingår i släktet Nephodia och familjen mätare. Inga underarter finns listade i Catalogue of Life.